# Zenn (Wüstung)
Zenn ist die Wüstung eines früheren Siedlungsplatzes beim heutigen Ortsteil Siersleben der Stadt Gerbstedt im sachsen-anhaltischen Landkreis Mansfeld-Südharz.

## Lage
Auf die Lage des nordnordöstlich von Siersleben gelegenen Zenn deutet heute noch der dortige Flurname „Zenner Mark“ hin.

## Geschichte
Eine urkundliche Überlieferung fehlt bisher.